# قائمة صاندي تايمز للأثرياء
قائمة صنداي تايمز لأغنى 1000 شخص أو عائلة في المملكة المتحدة، تنشر في أبريل من كل عام، وتنشر كملحق للمجلة البريطانية الوطنية صنداي تايمز منذ عام 1989. يعتمد محررين أثناء تكوين القائمة على كافة المعلومات المتوافره لديهم سواء كانت معلومات منشورة في الصحف، إحصائيات ودراسات من معاهد متخصصة، مقابلات شخصية أو معلومات موثوقة المصدر متواجدة على شبكة الإنترنت.
لا تقتصر القائمة على المواطنين البريطانيين فقط، بل تشمل الأفراد والأسر المولدين خارج البلاد ولكنهم يعيشون ويعملون في بريطانيا العظمى. ويستثنى من ذلك بعض الأفراد من ذوي الأصول المالية البارزة في بريطانيا.
يقدر المحررين مرتبة الشخص اعتمادا على صافي ثروته المعلنه في شهر يناير من كل عام. مع زيادة شعبية القائمة ووضعها تحت بؤرة الاهتمام كان لزاما على المحررين توضيح سياسة عملهم وكيفية اختيارهم الأشخاص. كان أشهر ردودهم هي:
«نحن نقيس ثروة الشخص الكلية. سواء كانت أراضي، ممتلكات، خيول سباق، فن، أسهم شركات، ولا نأخذ في إعتبارنا الحسابات المصرفية التي لا نملك الحق في الوصول إليها... فنحن لا نتجاوز حدود الحرية الشخصية للأفراد.»
لم تكن الملكة إليزابيث الثانية ضمن أغنى 300 شخص لأول مرة في قائمة عام 2015 منذ أن بدأت المجلة بنشر القائمة في عام 1989، والتي كانت في فيها في المركز الأول.
تم نشر أخر قائمة في 7 مايو 2017.

## الكتاب
تم نشر كتاب يجمع جميع القوائم من تحرير فيليب بيريسفورد. تغطي القوائم أثرى 5,000 شخص، وتذكر مصدر ثروتهم وجنسيتهم.
- قائمة صنداي تايمز للأثرياء لعام 2006-2007 نشرت من قبل دار نشر إيه أند سي بلاك في ديسمبر 2006 (ردمك 978-0713679410).
- قائمة صنداي تايمز للأثرياء لعام 2007-2008 نشرت من قبل دار نشر إيه أند سي بلاك في نوفمبر 2007 (ردمك 978-0713685152). لم يتم نشر الكتاب نتيجة خلاف نشب بين الناشر وجريدة صنداي تايمز. حيث كان يأمل الناشر إطلاق الكتاب مع إسطوانه مدمجه (CD) الأمر الذي رفضته الصحيفة لأنها قد تعطي الفرصة لباقي الصحف في الحصول على قاعدة بياناتهم.[5]

## القوائم
منذ عام 1989، تنشر صحيفة صنداي تايمز الإنجليزية (ملحق إسبوعي لصحيفة تايمز) قائمة سنوية بأثرياء المملكة المتحدة. تعتمد القائمة على تقدير الحد الأدنى من ثروة أغنى 1000 شخص أو أسرة في أنحاء المملكة المتحدة. في يناير من كل عام. يتم تخصيص قسم منفصل يحتوي على 250 اسم لأغنى الشخصيات الأيرلندية، بما في ذلك كل من أيرلندا الشمالية وجمهورية أيرلندا.

### قائمة عام 2007
في 29 إبريل 2007 نشرت مجلة صنداي تايمز قائمتها رقم 19 لأثرى رجال الأعمال في المملكة المتحدة. بينما أطلقت القائمة على الإنترنت في اليوم التالي (30 أبريل).
لم تتغير المراكز الثلاثة الأولى في القائمة عن العام السابق. بينما يأتي التغير الأكبر في القائمة من نصيب سمسار العقارات إيراني المولد المقيم في إنجلترا ناصر ديفيد خليلي الذي إرتفع مركزه ليصبح في المركز الخامس بثروة قدرت بحوالي 5.8 مليار جنيه استرليني، بعد الأخذ في الاعتبار مجموعته الفنية التي وصلت قيمتها إلى حوالي 4.5 مليار جنيه استرليني (بزيادة 500 مليار عن عام 2006).

#### أول 12 شخص
| 2007   | 2007                            | الإسم                                | الجنسية         | مصدر الثروة                                            | 2006   | 2006                            |
| المركز | صافي الثروة مليار جنيه إسترليني | الإسم                                | الجنسية         | مصدر الثروة                                            | المركز | صافي الثروة مليار جنيه إسترليني |
| ------ | ------------------------------- | ------------------------------------ | --------------- | ------------------------------------------------------ | ------ | ------------------------------- |
| 1      | £19.25 ▲                        | لاكشمي نيفاس ميتال                   | الهند           | صناعة الحديد والصلب                                    | 1      | £14.88                          |
| 2      | £10.80                          | رومان أركاديفتش أبراموفيتش           | روسيا           | منتجات البترول                                         | 2      | £10.80                          |
| 3      | £7.00 ▲                         | جيرالد غروفينور، دوق وستمنستر السادس | المملكة المتحدة | عقارات                                                 | 2      | £6.60                           |
| 4 ▲    | £6.20 ▲                         | مجموعة هيندوجا                       |                 | الصناعة والإستثمار                                     | 7      | £3.60                           |
| 5 ▲    | £5.80 ▲                         | ناصر ديفيد خليلي                     |                 | فن وعقارات                                             | 99     | £0.61                           |
| 5 ▼    | £5.40 ▲                         | هانز راوسينغ وعائلته                 |                 | تعبئة وتغليف الطعام                                    | 4      | £4.95                           |
| 7 ▼    | £4.90                           | السير فيليب غرين وزوجته تينا غرين    | المملكة المتحدة | التجارة بالتجزئة                                       | 5      | £4.90                           |
| 8 ▲    | £3.50 ▲                         | جون فريدريكسن                        |                 | الشحن، الحفر البحري                                    | 10     | £2.86                           |
| 8 ▼    | £3.49 ▲                         | ديفيد وسيمون روبن                    |                 | العقارات                                               | 8      | £3.25                           |
| 10 ▲   | £3.30 ▲                         | جيم راتكليف                          |                 | صناعة المواد الكيميائية                                | 45     | £1.10                           |
| 11 ▼   | £3.10 ▲                         | السير ريتشارد تشارلز نيكولاس برانسون | المملكة المتحدة | النقل، الموسيقى، أجهزة المحمول، الإذاعة (مجموعة فيرجن) | 9      | £3.06                           |
| 12 ▼   | £3.05 ▲                         | شارلين دي كارفاليو هاينكن            | هولندا          | شركة هينيكن                                            | 11     | £2.60                           |
| 12 ▲   | £3.05 ▲                         | جون إغناتيوس كوين وعائلته            |                 | المحاجر، العقارات، التأمين                             | 18     | £2.80                           |

### قائمة عام 2008
في 27 إبريل 2008 نشرت مجلة صنداي تايمز قائمتها رقم 20 لأثرى رجال الأعمال في المملكة المتحدة.
تمت مناقشة قائمة الأغنياء البريطانيين في قناة (ITV1) في 24 إبريل 2008: تبرع به بعيدا، والذي يقدمه المليونير الاسكتلندي دنكان باناتين.
كما هو الحال في السنوات السابقة، قامت مختلف وسائل الإعلام بتغطيه القائمة. فعلى سبيل المثال، أشارت صحيفة الديلي تلغراف إلى أن كيرستي بيرتاريلي ملكة جمال المملكة المتحدة السابقة من ستافوردشاير، هي المرأة الأعلى شئنا في القائمة بعد حصولها على المركز السادس مع زوجها، قطب التكنولوجيا الحيوية والملياردير السويسري الإيطالي إرنستو بيرتاريلي.
لم تتغير المراكز الأربعة الأولى في القائمة عن العام السابق. شملت القائمة 6 أشخاص فقط ولدوا في بريطانيا من ضمن 20 شخص.
دخلت ثلاث أسماء جديدة القائمة مباشرة في أول 12 شخص وهم: رجل الأعمال الروسي علي شير عثمانوف صاحب الأصول الأوزبكية، ليونارد بلافاتنيك، كلاهما مستثمرين روس يعيشون في لندن، وإرنستو بيرتاريلي.

#### أول 12 شخص
| 2008   | 2008                            | الإسم                                    | الجنسية         | مصدر الثروة                | 2007         | 2007                            |
| المركز | صافي الثروة مليار جنيه إسترليني | الإسم                                    | الجنسية         | مصدر الثروة                | المركز       | صافي الثروة مليار جنيه إسترليني |
| ------ | ------------------------------- | ---------------------------------------- | --------------- | -------------------------- | ------------ | ------------------------------- |
| 1      | £27.70 ▲                        | لاكشمي نيفاس ميتال                       | الهند           | صناعة الحديد والصلب        | 1            | £19.25                          |
| 2      | £11.70 ▲                        | رومان أركاديفتش أبراموفيتش               | روسيا           | منتجات البترول             | 2            | £10.80                          |
| 3      | £7.00                           | جيرالد غروفينور، دوق وستمنستر السادس     | المملكة المتحدة | عقارات                     | 3            | £7.00                           |
| 4      | £6.20                           | مجموعة هيندوجا                           |                 | الصناعة والإستثمار         | 4            | £6.20                           |
| 5 ▲    | £5.73 ▲                         | علي شير عثمانوف                          |                 | الصلب والتعدين             | لم يكن موجود | لم يكن بالقائمة                 |
| 6 ▲    | £5.65 ▲                         | إرنستو بيرتاريلي وزوجته كيرستي بيرتاريلي |                 | صناعة الأدوية              | لم يكن موجود | لم يكن بالقائمة                 |
| 7 ▼    | £5.40                           | هانز راوسينغ                             |                 | تعبئة وتغليف الطعام        | 6            | £5.40                           |
| 8      | £4.65 ▲                         | جون فريدريكسن                            |                 | الشحن، الحفر البحري        | 8            | £3.50                           |
| 9 ▼    | £4.33 ▼                         | السير فيليب جرين وزوجته تينا جرين        | المملكة المتحدة | التجارة بالتجزئة           | 7            | £4.90                           |
| 10 ▼   | £4.30 ▲                         | ديفيد وسيمون روبن                        |                 | العقارات                   | 8            | £3.49                           |
| 11 ▲   | £3.97 ▲                         | ليونارد بلافاتنيك                        |                 | الصناعة                    | لم يكن موجود | لم يكن بالقائمة                 |
| 12     | £3.73 ▲                         | جون إغناتيوس كوين وعائلته                |                 | المحاجر، العقارات، التأمين | 12           | £3.05                           |

### قائمة عام 2009
قامت صحيفة صنداي بنشر قائمتها لأثري رجال الأعمال لعام 2009 في 26 إبريل.
كما هو الحال في الأعوام الماضية، قامت وسائل الإعلام المختلفة المحلية منها والدولية بتغطية هذا الحدث في منشوراتها على نطاق واسع. لم تتغير المراكز الثلاثة الأولى فظلت من نصيب كلا من لاكشمي نيفاس ميتال، رومان أركاديفتش أبراموفيتش وجيرالد كافنديش جروسفينور، دوق وستمنستر السادس. أما الإخوة هندوجا والحاصلين في العام الماضي على المركز الرابع، وليونارد بلافاتنيك الحاصل على المركز الحادي عشر فقد خرجوا من القائمة. من أشهر التغيرات هي خسارة 155 مليار جنيه إسترليني من إجمالي ثروة 1000 بريطاني، أي أكثر تقريبا من ثلث الثروة المقدرة، نتيجة الركود الإقتصادي لعام 2008.

#### أول 25 شخص
| 2009   | 2009                            | الإسم                                                            | الجنسية         | مصدر الثروة                                                  | 2008   | 2008                            |
| المركز | صافي الثروة مليار جنيه إسترليني | الإسم                                                            | الجنسية         | مصدر الثروة                                                  | المركز | صافي الثروة مليار جنيه إسترليني |
| ------ | ------------------------------- | ---------------------------------------------------------------- | --------------- | ------------------------------------------------------------ | ------ | ------------------------------- |
| 1      | £10.80 ▼                        | لاكشمي نيفاس ميتال                                               | الهند           | صناعة الحديد والصلب                                          | 1      | £27.70                          |
| 2      | £7.00 m▼                        | رومان أركاديفتش أبراموفيتش                                       | روسيا           | منتجات البترول                                               | 2      | £11.70                          |
| 3      | £6.50 ▼                         | جيرالد غروفينور، دوق وستمنستر السادس                             | المملكة المتحدة | عقارات                                                       | 3      | £7.00                           |
| 4 ▲    | £5.00 ▼                         | إرنستو بيرتاريلي وزوجته كيرستي بيرتاريلي                         |                 | صناعة الأدوية                                                | 6      | £5.65                           |
| 5 ▲    | £4.00 ▼                         | هانز راوسينغ وعائلته                                             |                 | تعبئة وتغليف الطعام                                          | 7      | £5.40                           |
| 6 ▲    | £3.83 ▼                         | السير فيليب جرين وزوجته تينا جرين                                | المملكة المتحدة | التجارة بالتجزئة                                             | 9      | £4.33                           |
| 7 ▲    | £2.96 ▼                         | شارلين ومايكل دي كارفالهو-هينيكن                                 | هولندا          | البنوك، إدارة شركة هينيكن للبيرة                             | 13     | £3.63                           |
| 8 ▲    | £2.68 ▼                         | إيال عوفر وسامي عوفر                                             |                 | الشحن، استخراج الفوسفات                                      | 15     | £3.34                           |
| 9 ▼    | £2,50 ▼                         | جون فريدريكسن                                                    |                 | الشحن                                                        | 8      | £4.65                           |
| 9 ▲    | £2.50 ▼                         | جوي لويس                                                         | المملكة المتحدة | الإستثمار والنقد الأجنبي                                     | 19     | £2.80                           |
| 9 ▲    | £2.50 ▼                         | كيرستن وجورن روسينغ                                              |                 | الإستثمار وإدارة شركة تغلييف وصناعة المعلبات (شركة تترا باك) | 14     | £3.50                           |
| 9 ▲    | £2.50 ▼                         | ديفيد وسيمون روبن                                                |                 | العقارات                                                     | 10     | £4.30                           |
| 13 ▼   | £2.30 ▼                         | سين كوين وعائلته                                                 |                 | المحاجر، شركات التأمين وإستثمار العقارات                     | 12     | £3.73                           |
| 14 ▲   | £2.00 ▼                         | تشارلز جيرالد جون كادوجان وعائلته، الإيرل الثامن لمقاطعة كادوجان |                 | العقارات                                                     | 17     | £2.93                           |
| 15 ▲   | £1.80 ▼                         | الان باركر                                                       |                 | التجارة في السوق الحرة                                       | 28     | £2.09                           |
| 16 ▲   | £1.61 ▲                         | السير كين موريسون وعائلته                                        |                 | محلات بيع                                                    | 52     | £1.45                           |
| 17 ▲   | £1.55 ▼                         | رودي فليمينغ وعائلته                                             |                 | البورصة                                                      | 35     | £1.90                           |
| 18 ▼   | £1.50 ▼                         | علي شير عثمانوف                                                  |                 | الصلب والتعدين                                               | 5      | £5.73                           |
| 18 ▲   | £1.50                           | إدي وسول زاكاي                                                   |                 | العقارات                                                     | 47     | £1.50                           |
| 18 ▲   | £1.50 ▼                         | مهدي التاجر                                                      |                 | المعادن، البترول والمياة                                     | 26     | £2.20                           |
| 18 ▲   | £1.50                           | مارك بيرز وعائلته                                                |                 | العقارات                                                     | 47     | £1.50                           |
| 18     | £1.50 ▼                         | نيكي أوبنهايمر                                                   | جنوب إفريقيا    | التعدين، الألماس، صاحب شركة دي بيرز                          | 18     | £2.87                           |
| 18 ▲   | £1.50 ▼                         | بوجو زابلودويتز                                                  |                 | العقارات، الفنادق                                            | 31     | £2.00                           |
| 24     | £1.47 ▼                         | بيرني إكليستون                                                   | المملكة المتحدة | مالك الحقوق التجارية لبطولة العالم لسباقات الفورمولا 1       | 24     | £2.40                           |
| 25 ▲   | £1.40 ▼                         | جون كودويل                                                       |                 | الهواتف المحموله                                             | 44     | £1.60                           |
| 25 ▲   | £1.40 ▼                         | إيان وريتشارد ليفينغستون                                         |                 | العقارات                                                     | 38     | £1.88                           |

### قائمة عام 2010
تم نشر قائمة عام 2010 في 25 إبريل، إرتفعت الثروة المجمعة (تحف، قصور، ذهب.......) عن العام الماضي بثلاث أضعاف عن العام الماضي، وهو أكبر زيادة في تاريخ القائمة في أخر 22 عام.
كما شملت التغيرات الملحوظه ارتفاع مرتبة ديفيد وسايمون روبن للمركز الخامس برصيد 5.53 مليار جنيه إسترليني، وعليشر عثمانوف إلى المركز السادس برصيد 4.7 مليار جنيه إسترليني. كما كان هناك اقتحامين لمركزين من المراكز العشرين الأولى وهما القطب الصيني جوزيف لاو، والعائد الروسي ليونارد بلافاتنيك بعد أن تمت إزالته من القائمة في العام السابق. وكما في السنوات السابقة لم تتغير المراكز الأربعة الأولى.

#### أول 12 شخص
| 2010   | 2010                            | الإسم                                    | الجنسية                  | مصدر الثروة                          | 2009            | 2009                            |
| المركز | صافي الثروة مليار جنيه إسترليني | الإسم                                    | الجنسية                  | مصدر الثروة                          | المركز          | صافي الثروة مليار جنيه إسترليني |
| ------ | ------------------------------- | ---------------------------------------- | ------------------------ | ------------------------------------ | --------------- | ------------------------------- |
| 1      | £22.45 ▲                        | لاكشمي نيفاس ميتال                       | الهند                    | صناعة الحديد والصلب                  | 1               | £10.80                          |
| 2      | £7.40 ▲                         | رومان أركاديفتش أبراموفيتش               | روسيا                    | منتجات البترول، مالك نادي تشيلسي     | 2               | £7.00                           |
| 3      | £6.75 ▲                         | جيرالد غروفينور، دوق وستمنستر السادس     | المملكة المتحدة          | عقارات                               | 3               | £6.50                           |
| 4      | £5.95 ▲                         | إرنستو بيرتاريلي وزوجته كيرستي بيرتاريلي | سويسرا & المملكة المتحدة | صناعة الأدوية                        | 4               | £5.00                           |
| 5 ▲    | £5.53 ▲                         | ديفيد وسيمون روبن                        | المملكة المتحدة          | العقارات                             | 9               | £2.50                           |
| 6▲     | £4.70 ▲                         | عليشر عثمانوف                            | روسيا                    | الصلب والتعدين                       | 18              | £1.50                           |
| 7▲     | £4.50 ▲                         | غالين وستون، جورج وستون وعائلته          | كندا                     | البيع بالتجزئة، صاحب شركة جورج وستون | 47              | £0.90                           |
| 8 ▼    | £4.40 ▲                         | شارلين ومايكل دي كارفالهو-هينيكن         | هولندا                   | البنوك، إدارة شركة هينيكن للبيرة     | 7               | £2.96                           |
| 9 ▼    | £4.11 ▲                         | السير فيليب جرين وزوجته تينا جرين        | المملكة المتحدة          | التجارة بالتجزئة                     | 6               | £3.83                           |
| 10 ▲   | £4.10 ▲                         | أنيل أغروال                              |                          | التعدين                              | 70              | £0.60                           |
| 11 ▼   | £4.00                           | هانز راوسينغ وعائلته                     | السويد                   | تعبئة وتغليف الطعام                  | 5               | £4.00                           |
| 12 ▲   | £3.83 ▲                         | جوزيف لاو                                | الصين                    | العقارات                             | لم يكن بالقائمة | لم يكن بالقائمة                 |

### قائمة عام 2011
تم نشر قائمة صنداي تايمز لأغنياء المملكة المتحدة عدد 23 لعام 2011 يوم 8 مايو عام 2011.

#### معايير التقييم
تقوم القائمة بتقدير صافي ثروة أغنى 1000 شخص أو أسرة في المملكة المتحدة اعتبارا من شهر يناير كل عام. يشمل التحليل الثروات التعريفيه كالأراضي، الممتلكات، خيول السباق، الفن وأسهم الشركات. لا يمتلك موظفين صنداي تايمز إذنا للوصول إلى الحسابات المصرفية الشخصية. لذلك تعقد لجنه تحت رئاسه الدكتور فيليب بيريسفورد لتحليل البيانات المالية لرجال الأعمال، كما يشغل تريستيان دافيس منصب رئيس التحرير التنفيذي.
بدايه من ذلك العام، وبالإضافة إلى القائمة الرئيسية، تم نشر مجموعة من القوائم الصغيرة مصنفه بعده معايير مختلفه ومتنوعه. شملت تلك المعايير مصدر الثروة، العرق، الجنس، الطبقة الأرستقراطية، المهنة، الدين، قيمة الأرض، الأعمال الخيرية، العمر والأبراج الفلكية. كما تم نشر قائمة منفصله كما جرت العادة بأغنى 250 إيرلندي، بما في ذلك كل من أيرلندا الشمالية وجمهورية أيرلندا.

#### تغيرات ملحوظة
كان أعلى دخول جديد للقائمة لعام 2011 من نصيب جوبي وسيري هندوجا، برصيد وصل إلى 6 مليار جنيه إسترليني. كما دخل الهندي رافي رويا القائمة برضيد 4.9 مليار جنيه إسترليني محتلا بذلك المركز الثاني عشر.

بينما كان أعلى دخول بين النساء من نصيب الصينية زيولي هاوكن، زوحو مدرس يعمل في لندن، بثروة وصلت إلى 1.066 مليار جنيه إسترليني.

#### أول 12 شخص
| 2011   | 2011                            | الإسم                                    | الجنسية                  | مصدر الثروة                                  | 2010            | 2010                            |
| المركز | صافي الثروة مليار جنيه إسترليني | الإسم                                    | الجنسية                  | مصدر الثروة                                  | المركز          | صافي الثروة مليار جنيه إسترليني |
| ------ | ------------------------------- | ---------------------------------------- | ------------------------ | -------------------------------------------- | --------------- | ------------------------------- |
| 1      | £17.50 ▼                        | لاكشمي نيفاس ميتال                       | الهند                    | صناعة الحديد والصلب                          | 1               | £22.45                          |
| 2 ▲    | £12.40 ▲                        | عليشر عثمانوف                            | روسيا                    | الصلب والتعدين، ومن ملاك نادي أرسنال الرياضي | 6               | £4.70                           |
| 3 ▼    | £10.00 ▲                        | رومان أركاديفتش أبراموفيتش               | روسيا                    | منتجات البترول، مالك نادي تشيلسي             | 2               | £7.40                           |
| 4 ▼    | £7.00 ▲                         | جيرالد غروفينور، دوق وستمنستر السادس     | المملكة المتحدة          | ورث، أراضي وعقارات                           | 3               | £6.70                           |
| 5 ▼    | £6.80 ▲                         | إرنستو بيرتاريلي وزوجته كيرستي بيرتاريلي | سويسرا & المملكة المتحدة | صناعة الأدوية                                | 4               | £5.95                           |
| 6 ▲    | £6.24 ▲                         | ليونارد بلافاتنيك                        | الولايات المتحدة         | الصناعة                                      | 15              | £3.00                           |
| 7 ▲    | £6.20 ▲                         | جون فريدريكسن وعائلته                    | قبرص                     | الشحن                                        | 16              | £2.75                           |
| 8 ▼    | £6.18 ▲                         | ديفيد وسيمون روبن                        | المملكة المتحدة          | العقارات                                     | 5               | £5.53                           |
| 9      | £6.00 ▲                         | جوبي وسيري هندوجا                        | الهند                    | الصناعة، البورصة، التمويل                    | لم تكن بالقائمة | لم تكن بالقائمة                 |
| 9 ▼    | £6.00 ▲                         | غالين وستون، جورج وستون وعائلته          | كندا                     | البيع بالتجزئة، صاحب شركة جورج وستون         | 7               | £4.50                           |
| 11▼    | £5.40 ▲                         | شارلين ومايكل دي كارفالهو-هينيكن         | هولندا                   | البنوك، إدارة شركة هينيكن للبيرة             | 8               | £5.53                           |
| 12     | £4.90                           | رافي رويا                                | الهند                    | صناعة الطاقة، شركة إيسار                     | لم يكن بالقائمة | لم يكن بالقائمة                 |

### قائمة عام 2012
تم نشر قائمة صنداي تايمز للأغنياء المملكة المتحدة لعام 2012 في 29 إبريل 2012 لتصبح تلك القائمة هي القائمة رقم 24 في تاريخ المجلة.

#### أول 17 شخص
| 2012   | 2012                            | الإسم                                    | الجنسية                  | مصدر الثروة                                                  | 2011   | 2011                            |
| المركز | صافي الثروة مليار جنيه إسترليني | الإسم                                    | الجنسية                  | مصدر الثروة                                                  | المركز | صافي الثروة مليار جنيه إسترليني |
| ------ | ------------------------------- | ---------------------------------------- | ------------------------ | ------------------------------------------------------------ | ------ | ------------------------------- |
| 1      | £12.70 ▼                        | لاكشمي نيفاس ميتال                       | الهند                    | صناعة الحديد والصلب                                          | 1      | £17.50                          |
| 2      | £12.31 ▼                        | عليشر عثمانوف                            | روسيا                    | الصلب، التعدين والإستثمار                                    | 2      | £12.40                          |
| 3      | £9.50 ▲                         | رومان أركاديفتش أبراموفيتش               | روسيا                    | منتجات البترول، مالك نادي تشيلسي                             | 3      | £7.40                           |
| 4 ▲    | £8.60 ▲                         | جوبي وسيري هندوجا                        | الهند                    | الصناعة، البورصة، التمويل                                    | 9      | £6.00                           |
| 5 ▲    | £7.58 ▲                         | ليونارد بلافاتنيك                        | الولايات المتحدة         | الصناعة                                                      | 6      | £6.24                           |
| 6 ▼    | £7.40 ▲                         | إرنستو بيرتاريلي وزوجته كيرستي بيرتاريلي | سويسرا & المملكة المتحدة | صناعة الأدوية                                                | 5      | £6.87                           |
| 7 ▼    | £7.35 ▲                         | جيرالد غروفينور، دوق وستمنستر السادس     | المملكة المتحدة          | ورث، أراضي وعقارات                                           | 4      | £7.00                           |
| 8      | £7.08 ▲                         | ديفيد وسيمون روبن                        | المملكة المتحدة          | العقارات والإنترنت                                           | 8      | £6.18                           |
| 9 ▼    | £6.60 ▲                         | جون فريدريكسن وعائلته                    | قبرص                     | الشحن والصناعات البترولية                                    | 7      | £6.20                           |
| 10 ▼   | £5.90 ▼                         | غالين وستون، جورج وستون وعائلته          | كندا                     | البيع بالتجزئة، صاحب شركة جورج وستون                         | 9      | £6.00                           |
| 11     | £5.49 ▲                         | شارلين ومايكل دي كارفالهو-هينيكن         | هولندا                   | البنوك، إدارة شركة هينيكن للبيرة                             | 11     | £5.40                           |
| 12 ▲   | £4.30                           | هانز راوسينغ وعائلته                     | السويد                   | تعبئة وتغليف الطعام                                          | 13     | £4.20                           |
| 13     | £4.10                           | جوزيف لاو                                | الصين                    | العقارات                                                     |        |                                 |
| 14     | £4.30                           | نيكي أوبنهايمر                           | جنوب إفريقيا             | التعدين، الألماس، المجوهرات وصاحب شركة دي بيرز               |        |                                 |
| 15     | £3.90                           | كيرستن وجورن روسينغ                      | السويد                   | الإستثمار وإدارة شركة تغلييف وصناعة المعلبات (شركة تترا باك) |        |                                 |
| 16     | £3.40                           | السير ريتشارد تشارلز نيكولاس برانسون     | المملكة المتحدة          | الإنترنت، النقل، التمويل، صاحب مجموعة فيرجن                  |        |                                 |
| 17     | £3.30                           | السير فيليب جرين وزوجته تينا جرين        | المملكة المتحدة          | التجارة بالتجزئة                                             |        |                                 |

### قائمة عام 2013
تم نشر قائمة صنداي تايمز للأغنياء المملكة المتحدة لعام 2013 في 21 إبريل 2013 لتصبح تلك القائمة هي القائمة رقم 25 في تاريخ المجلة.
لاحظت صحيفة الجارديان أن القائمة تسيطر عليها المليارديرات الروس والهنود، مع حصول حصول دوق وستمنستر البريطاني بريتون على المركز الثامن بثروة تقدر بحوالي 7.8 مليار جنيه إسترليني بعد حساب ممتلكاته الملكية الموجوده في مايفير لندن وبلجرافيا.

#### أول 10 أشخاص
| 2013   | 2013                            | الإسم                                    | الجنسية                  | مصدر الثروة                      | 2012   | 2012                            |
| المركز | صافي الثروة مليار جنيه إسترليني | الإسم                                    | الجنسية                  | مصدر الثروة                      | المركز | صافي الثروة مليار جنيه إسترليني |
| ------ | ------------------------------- | ---------------------------------------- | ------------------------ | -------------------------------- | ------ | ------------------------------- |
| 1 ▲    | £13.30 ▲                        | عليشر عثمانوف                            | روسيا                    | الصلب، التعدين والإستثمار        | 2      | £12.32                          |
| 2 ▲    | £10.00 ▲                        | ليونارد بلافاتنيك                        | الولايات المتحدة         | الصناعة                          | 5      | £7.58                           |
| 3 ▲    | £10.60 ▲                        | جوبي وسيري هندوجا                        | الهند                    | الصناعة، البورصة، التمويل        | 4      | £8.60                           |
| 4 ▼    | £10.00 ▼                        | لاكشمي نيفاس ميتال                       | الهند                    | صناعة الحديد والصلب              | 1      | £12.70                          |
| 5 ▼    | £9.30 ▼                         | رومان أركاديفتش أبراموفيتش               | روسيا                    | منتجات البترول، مالك نادي تشيلسي | 3      | £9.50                           |
| 6 ▲    | £8.80 ▲                         | جون فريدريكسن وعائلته                    | قبرص                     | الشحن والصناعات البترولية        | 9      | £6.60                           |
| 7 ▲    | £8.28 ▲                         | ديفيد وسيمون روبن                        | المملكة المتحدة          | العقارات، تجارة الحديد والإنترنت | 8      | £7.08                           |
| 8 ▼    | £7.80 ▲                         | جيرالد غروفينور، دوق وستمنستر السادس     | المملكة المتحدة          | ورث، أراضي وعقارات               | 7      | £7.35                           |
| 9 ▼    | £7.40                           | إرنستو بيرتاريلي وزوجته كيرستي بيرتاريلي | سويسرا & المملكة المتحدة | صناعة الأدوية                    | 6      | £7.40                           |
| 10 ▲   | £7.00 ▲                         | شارلين ومايكل دي كارفالهو-هينيكن         | هولندا                   | البنوك، إدارة شركة هينيكن للبيرة | 11     | £5.49                           |

### قائمة عام 2014
تم نشر قائمة صنداي تايمز للأغنياء المملكة المتحدة لعام 2014 في 18 مايو 2014 لتصبح تلك القائمة هي القائمة رقم 26 في تاريخ المجلة.
علقت صحيفة الجارديان على القائمة قائله أن «لقد وصلت الثروة الإجمالية لأغنى 1000 شخص بريطاني إلى مستوى جديد حيث تخطت حاجز 519 مليار جنيه إسترليني -أي ما يعادل ثلث العائد الاقتصادي الوطني للبلاد، وضعف العائد منذ 5 سنوات مضت».

#### أول 12 شخص
| 2014   | 2014                            | الإسم                                    | الجنسية                  | مصدر الثروة                                                  | 2013   | 2013                            |
| المركز | صافي الثروة مليار جنيه إسترليني | الإسم                                    | الجنسية                  | مصدر الثروة                                                  | المركز | صافي الثروة مليار جنيه إسترليني |
| ------ | ------------------------------- | ---------------------------------------- | ------------------------ | ------------------------------------------------------------ | ------ | ------------------------------- |
| 1 ▲    | £11.90 ▲                        | جوبي وسيري هندوجا                        | الهند                    | الصناعة، البورصة، التمويل                                    | 3      | £10.60                          |
| 2 ▼    | £10.65 ▼                        | عليشر عثمانوف                            | روسيا                    | الصلب، التعدين والإستثمار                                    | 1      | £13.30                          |
| 3 ▲    | £10.25 ▲                        | لاكشمي نيفاس ميتال                       | الهند                    | صناعة الحديد والصلب                                          | 4      | £10.00                          |
| 4 ▼    | £10.00 ▼                        | ليونارد بلافاتنيك                        | الولايات المتحدة         | الصناعة                                                      | 2      | £11.00                          |
| 5 ▲    | £9.75 ▲                         | إرنستو بيرتاريلي وزوجته كيرستي بيرتاريلي | سويسرا & المملكة المتحدة | صناعة الأدوية                                                | 9      | £7.40                           |
| 6      | £9.25                           | جون فريدريكسن وعائلته                    | قبرص                     | الشحن والصناعات البترولية                                    | 6      | £8.80                           |
| 7      | £9.00 ▲                         | ديفيد وسيمون روبن                        | المملكة المتحدة          | العقارات، تجارة الحديد والإنترنت                             | 7      | £8.28                           |
| 8 ▲    | £8.80 ▲                         | كيرستن وجورن روسينغ                      | السويد                   | الإستثمار وإدارة شركة تغلييف وصناعة المعلبات (شركة تترا باك) | 12     | £5.11                           |
| 9 ▼    | £8.52 ▼                         | رومان أركاديفتش أبراموفيتش               | روسيا                    | منتجات البترول، مالك نادي تشيلسي                             | 5      | £9.30                           |
| 10 ▼   | £8.50 ▲                         | جيرالد غروفينور، دوق وستمنستر السادس     | المملكة المتحدة          | ورث، أراضي وعقارات                                           | 8      | £7.80                           |
| 11     | £7.30 ▲                         | غالين وستون، جورج وستون وعائلته          | كندا                     | البيع بالتجزئة، صاحب شركة جورج وستون                         | 11     | £6.65                           |
| 12 ▼   | £6.37 ▼                         | شارلين ومايكل دي كارفالهو-هينيكن         | هولندا                   | البنوك، إدارة شركة هينيكن للبيرة                             | 10     | £7.00                           |

### قائمة عام 2015
تم نشر قائمة صنداي تايمز للأغنياء المملكة المتحدة لعام 2015 في 26 أبريل 2015 لتصبح تلك القائمة هي القائمة رقم 27 في تاريخ المجلة.
ذكرت صحيفة الجارديان أن الثروة الإجمالية للقائمة قد تضاعف بشكل ملحوظ خلال العشر سنوات الأخيرة حيث تجاوزت القيمة الإجمالية حاجز 547 مليار جنيه إسترليني، الأمر الذي تطلب أن تتجاوز ثروتك حاجز 100 مليون جنيه استرليني لتكون مؤهلا لدخول القائمة.
للمره الأولى منذ عام 1989 لم تكن ملكة بريطانيا إليزابيث الثانية ضمن أغنى 300 شخصية.

#### أول 15 شخص
| 2015   | 2015                            | الإسم                                    | الجنسية                  | مصدر الثروة                                                            | 2014   | 2014                            |
| المركز | صافي الثروة مليار جنيه إسترليني | الإسم                                    | الجنسية                  | مصدر الثروة                                                            | المركز | صافي الثروة مليار جنيه إسترليني |
| ------ | ------------------------------- | ---------------------------------------- | ------------------------ | ---------------------------------------------------------------------- | ------ | ------------------------------- |
| 1 ▲    | £13.17 ▲                        | ليونارد بلافاتنيك                        | الولايات المتحدة         | الصناعة                                                                | 4      | £11.00                          |
| 2 ▼    | £13.00 ▲                        | جوبي وسيري هندوجا                        | الهند                    | الصناعة، البورصة، التمويل                                              | 1      | £11.90                          |
| 3 ▲    | £11.00 ▲                        | غالين وستون، جورج وستون وعائلته          | كندا                     | البيع بالتجزئة، صاحب شركة جورج وستون                                   | 11     | £7.30                           |
| 4 ▼    | £9.80 ▼                         | عليشر عثمانوف                            | روسيا                    | الصلب، التعدين والإستثمار                                              | 2      | £10.65                          |
| 5 ▲    | £9.70 ▲                         | ديفيد وسيمون روبن                        | المملكة المتحدة          | العقارات، تجارة الحديد والإنترنت                                       | 7      | £9.00                           |
| 6 ▼    | £9.45 ▼                         | إرنستو بيرتاريلي وزوجته كيرستي بيرتاريلي | سويسرا & المملكة المتحدة | صناعة الأدوية                                                          | 5      | £9.75                           |
| 7 ▼    | £9.20 ▼                         | لاكشمي نيفاس ميتال                       | الهند                    | صناعة الحديد والصلب                                                    | 3      | £10.25                          |
| 8      | £8.70 ▼                         | كيرستن وجورن روسينغ                      | السويد                   | الإستثمار وإدارة شركة تغلييف وصناعة المعلبات (شركة تترا باك)           | 8      | £8.80                           |
| 9 ▲    | £8.56 ▲                         | جيرالد غروفينور، دوق وستمنستر السادس     | المملكة المتحدة          | ورث، أراضي وعقارات                                                     | 10     | £8.50                           |
| 10 ▼   | £7.29 ▼                         | رومان أركاديفتش أبراموفيتش               | روسيا                    | منتجات البترول، مالك نادي تشيلسي                                       | 9      | £8.52                           |
| 11 ▼   | £7.24 ▼                         | جون فريدريكسن وعائلته                    | قبرص                     | الشحن والصناعات البترولية                                              | 6      | £9.25                           |
| 12     | £7.15 ▲                         | شارلين ومايكل دي كارفالهو-هينيكن         | هولندا                   | البنوك، إدارة شركة هينيكن للبيرة                                       | 12     | £6.36                           |
| 13 ▲   | £6.50 ▲                         | السير ديفيد باركلي والسير فريدريك باركلي | المملكة المتحدة          | العقارات، الإذاعة ومحلات البيع بالتجزئة                                | 16     | £6.00                           |
| 14 ▲   | £6.40 ▲                         | هانز راوسينغ وعائلته                     | السويد                   | تعبئة وتغليف الطعام، إدارة شركة تغلييف وصناعة المعلبات (شركة تترا باك) | 17     | £5.90                           |
| 15 ▼   | £5.94 ▼                         | محمد بن عيسى الجابر وعائلته              | السعودية                 | العقارات، الفنادق، مجموعة إم. بي. آي                                   | 13     | £6.16                           |

### قائمة عام 2016
تم نشر قائمة صنداي تايمز للأغنياء المملكة المتحدة لعام 2016 في 24 إبريل 2016 لتصبح تلك القائمة هي القائمة رقم 28 في تاريخ المجلة.
قام روبرت واتس بضم المترجم فيليب بيريسفورد للقائمة عام 2016.
تم تحديد مبلغ 103 مليون جنيه إسترليني معيارا لدخول القائمة في ذلك العام. تمت إضافة جون غرايكن، كريستو ويز، سونيل فاسواني وعائلته، ومارتن مولر للقائمة للمرة الأولى ضمن أثرى 100 شخصية.
لاحظت جريده ديلي ميل أن «البريطانين الأكثر ثراءا تم تعرضهم لأزمات ماليه كبيرة في العام الماضي، فقد تم خفض مراكز 10 بريطانين من مليارديرات إلى مالتي ميلونير».

#### أول 20 شخص
| 2016   | 2016                            | الإسم                                       | الجنسية                  | مصدر الثروة                                                            | 2015   | 2015                            |
| المركز | صافي الثروة مليار جنيه إسترليني | الإسم                                       | الجنسية                  | مصدر الثروة                                                            | المركز | صافي الثروة مليار جنيه إسترليني |
| ------ | ------------------------------- | ------------------------------------------- | ------------------------ | ---------------------------------------------------------------------- | ------ | ------------------------------- |
| 1 ▲    | £13.10 ▲                        | ديفيد وسيمون روبن                           | المملكة المتحدة          | العقارات، تجارة الحديد والإنترنت                                       | 5      | £9.70                           |
| 2      | £13.00                          | جوبي وسيري هندوجا                           | الهند                    | الصناعة، البورصة، التمويل                                              | 2      | £13.00                          |
| 3 ▼    | £11.59 ▼                        | ليونارد بلافاتنيك                           | الولايات المتحدة         | الصناعة                                                                | 1      | £13.17                          |
| 4 ▼    | £11.00                          | غالين وستون، جورج وستون وعائلته             | كندا & المملكة المتحدة   | البيع بالتجزئة، صاحب شركة جورج وستون                                   | 3      | £11.00                          |
| 5 ▲    | £9.78 ▲                         | إرنستو بيرتاريلي وزوجته كيرستي بيرتاريلي    | سويسرا & المملكة المتحدة | صناعة الأدوية                                                          | 6      | £9.45                           |
| 6 ▲    | £9.35 ▲                         | جيرالد غروفينور، دوق وستمنستر السادس        | المملكة المتحدة          | ورث، أراضي وعقارات                                                     | 9      | £8.56                           |
| 7 ▲    | £9.15 ▲                         | شارلين ومايكل دي كارفالهو-هينيكن            | هولندا                   | البنوك، إدارة شركة هينيكن للبيرة                                       | 12     | £7.15                           |
| 8      | £8.70                           | كيرستن وجورن روسينغ                         | السويد                   | الإستثمار وإدارة شركة تغلييف وصناعة المعلبات (شركة تترا باك)           | 8      | £8.70                           |
| 9 ▲    | £8.60 ▲                         | هانز راوسينغ وعائلته                        | السويد                   | تعبئة وتغليف الطعام، إدارة شركة تغلييف وصناعة المعلبات (شركة تترا باك) | 14     | £6.40                           |
| 10 ▼   | £7.58 ▼                         | عليشر عثمانوف                               | روسيا                    | الصلب، التعدين والإستثمار                                              | 4      | £9.80                           |
| 11 ▼   | £7.12 ▼                         | لاكشمي نيفاس ميتال                          | الهند                    | صناعة الحديد والصلب                                                    | 7      | £9.20                           |
| 12 ▲   | £7.00 ▲                         | السير ديفيد باركلي والسير فريدريك باركلي    | المملكة المتحدة          | العقارات، الإذاعة ومحلات البيع بالتجزئة                                | 13     | £6.50                           |
| 13 ▼   | £6.40 ▼                         | رومان أركاديفتش أبراموفيتش                  | روسيا                    | منتجات البترول، مالك نادي تشيلسي                                       | 10     | £7.29                           |
| 14 ▼   | £6.30 ▼                         | جون فريدريكسن وعائلته                       | قبرص                     | الشحن والصناعات البترولية                                              | 11     | £7.24                           |
| 15     | £5.84 ▼                         | محمد بن عيسى الجابر وعائلته                 | السعودية                 | العقارات، الفنادق، مجموعة إم. بي. آي                                   | 15     | £5.94                           |
| 16 ▲   | £5.70 ▲                         | تشارلز كادوجان، إيرل كادوجان الثامن وعائلته | المملكة المتحدة          | العقارات                                                               | 18     | £4.80                           |
| 17 ▲   | £5.00 ▲                         | جيمس دايسون                                 | المملكة المتحدة          | الصناعة، صاحب شركة دايسون للأجهزة الكهربائية                           | 22     | £3.50                           |
| 18 ▲   | £4.83 ▲                         | نيكي أوبنهايمر                              | جنوب إفريقيا             | الألماس، شركة دي بيرز                                                  | 19     | £4.55                           |
| 19 ▲   | £4.52 ▲                         | السير ريتشارد تشارلز نيكولاس برانسون        | المملكة المتحدة          | الصناعة، صاحب مجموعة فيرجن                                             | 20     | £4.10                           |
| 20     | £4.41                           | جون جرايكين                                 | جمهورية أيرلندا          | الملكية والاستثمار (صناديق لون ستار)                                   | -      | -                               |

### قائمة عام 2017
تم نشر قائمة صنداي تايمز للأغنياء المملكة المتحدة لعام 2017 في 7 مايو 2017 لتصبح تلك القائمة هي القائمة رقم 29 في تاريخ المجلة.
قام ربروت واتس بتحرير القائمة بمساعده فيليب بيريسفورد.

#### أول 15 شخص
| 2017   | 2017                            | الإسم                                    | الجنسية                  | مصدر الثروة                                                            | 2016   | 2016                            |
| المركز | صافي الثروة مليار جنيه إسترليني | الإسم                                    | الجنسية                  | مصدر الثروة                                                            | المركز | صافي الثروة مليار جنيه إسترليني |
| ------ | ------------------------------- | ---------------------------------------- | ------------------------ | ---------------------------------------------------------------------- | ------ | ------------------------------- |
| 1      | £16.20                          | جوبي وسيري هندوجا                        | المملكة المتحدة          | الصناعة، البورصة، التمويل                                              | 2      | £13.00                          |
| 2      | £15.98                          | ليونارد بلافاتنيك                        | الولايات المتحدة         | الصناعة                                                                | 3      | £11.59                          |
| 3 ▼    | £14.00                          | ديفيد وسيمون روبن                        | المملكة المتحدة          | العقارات، تجارة الحديد والإنترنت                                       | 1      | £13.10                          |
| 4      | £13.22                          | لاكشمي نيفاس ميتال                       | الهند                    | صناعة الحديد والصلب                                                    | 11     | £7.12                           |
| 5      | £11.79                          | عليشر عثمانوف                            | روسيا                    | الصلب، التعدين والإستثمار                                              | 10     | £7.58                           |
| 6 ▼    | £11.50                          | إرنستو بيرتاريلي وزوجته كيرستي بيرتاريلي | سويسرا & المملكة المتحدة | صناعة الأدوية                                                          | 5      | £9.78                           |
| 7 ▼    | £10.50 ▼                        | غالين وستون، جورج وستون وعائلته          | كندا & المملكة المتحدة   | البيع بالتجزئة، صاحب شركة جورج وستون                                   | 4      | £11.00                          |
| 8      | £9.66                           | كيرستن وجورن روسينغ                      | السويد                   | الإستثمار وإدارة شركة تغلييف وصناعة المعلبات (شركة تترا باك)           | 8      | £8.70                           |
| 9 ▼    | £9.52                           | جيرالد غروفينور، دوق وستمنستر السادس     | المملكة المتحدة          | ورث، أراضي وعقارات                                                     | 6      | £9.35                           |
| 10 ▼   | £9.30                           | شارلين ومايكل دي كارفالهو-هينيكن         | هولندا                   | البنوك، إدارة شركة هينيكن للبيرة                                       | 7      | £9.15                           |
| 11 ▼   | £9.25                           | هانز راوسينغ وعائلته                     | السويد                   | تعبئة وتغليف الطعام، إدارة شركة تغلييف وصناعة المعلبات (شركة تترا باك) | 9      | £8.60                           |
| 12     | £8.06                           | جون فريدريكسن وعائلته                    | قبرص & النرويج           | الشحن والصناعات البترولية                                              | 14     | £6.30                           |
| 13     | £8.05                           | رومان أركاديفتش أبراموفيتش               | روسيا                    | منتجات البترول، مالك نادي تشيلسي                                       | 13     | £6.40                           |
| 14     | £7.80                           | جيمس دايسون                              | المملكة المتحدة          | الصناعة، صاحب شركة دايسون للأجهزة الكهربائية                           | 17     | £5.00                           |
| 15 ▼   | £7.20                           | السير ديفيد باركلي والسير فريدريك باركلي | المملكة المتحدة          | العقارات، الإذاعة ومحلات البيع بالتجزئة                                | 12     | £7.00                           |

### قائمة عام 2018
| 2018   | 2018                            | الإسم                                        | الجنسية                  | مصدر الثروة                      | 2017   | 2017                            |
| المركز | صافي الثروة مليار جنيه إسترليني | الإسم                                        | الجنسية                  | مصدر الثروة                      | المركز | صافي الثروة مليار جنيه إسترليني |
| ------ | ------------------------------- | -------------------------------------------- | ------------------------ | -------------------------------- | ------ | ------------------------------- |
| 01 ▲   | £21.05 ▲                        | السير جيم راتكليف                            | المملكة المتحدة          | صناعة (إينيوس)                   | 18     | £5.75                           |
| 02 ▼   | £20.64 ▲                        | سري وجوبي هندوجا                             | المملكة المتحدة          | الصناعة والتمويل                 | 1      | £16.20                          |
| 03 ▼   | £15.26 ▼                        | السير لين بلافاتنيك                          | الولايات المتحدة         | الاستثمار والموسيقى والإعلام     | 2      | £15.98                          |
| 04 ▼   | £15.09 ▲                        | داود وسمعان رأوبين                           | المملكة المتحدة          | الملكية والإنترنت                | 3      | £14.00                          |
| 05 ▼   | £14.66 ▲                        | لاكشمي ميتال وعائلته                         | الهند                    | صلب                              | 4      | £13.22                          |
| 06 ▲   | £11.10 ▲                        | شارلين دي كارفاليو هاينكن وميشيل دي كارفاليو | هولندا                   | الميراث والمصارف وتخمير (هينيكن) | 10     | £9.30                           |
| 07 ▲   | £10.84 ▲                        | كيرستن راوسينغ ويورن راوسينغ                 | السويد                   | الميراث والاستثمار (تترا باك)    | 8      | £9.66                           |
| 08 ▼   | £10.55 ▼                        | عليشر عثمانوف                                | روسيا                    | التعدين والاستثمار               | 5      | £11.79                          |
| 09 ▼   | £10.05 ▼                        | غالين ويستون وجورج جي. ويستون وعائلته        | كندا & المملكة المتحدة   | البيع بالتجزئة                   | 7      | £10.50                          |
| 10 ▼   | £9.96 ▲                         | هيو غروفينور، دوق وستمنستر السابع            | المملكة المتحدة          | الميراث والملكية                 | 9      | £9.52                           |
| 11 ▼   | £9.66 ▼                         | إرنستو بيرتاريلي وكيرستي بيرتاريلي           | سويسرا & المملكة المتحدة | الأدوية                          | 6      | £11.50                          |
| 12 ▲   | £9.50 ▲                         | جيمس دايسون وعائلته                          | المملكة المتحدة          | صناعة (دايسون)                   | 14     | £7.80                           |

## وصلات خارجية
- الموقع الرسمي لقائمة صنداي تايمز لأغنى 1000 شخص نسخة محفوظة 12 يونيو 2011 على موقع واي باك مشين.
- قائمة صنداي تايمز للأثرياء  نسخة محفوظة 31 ديسمبر 2010 على موقع واي باك مشين.

2007
- Sunday Times Rich List 2007 online edition نسخة محفوظة 17 يناير 2006 على موقع واي باك مشين.
- Chat lines boss enters Sunday Times Rich List نسخة محفوظة 12 يونيو 2011 على موقع واي باك مشين. Times Online, 26 April 2007
- Ratcliffe in richest top 10 نسخة محفوظة 12 يونيو 2011 على موقع واي باك مشين. Times Online, 26 April 2007

2008
- Sunday Times Rich List نسخة محفوظة 17 يناير 2006 على موقع واي باك مشين. Times Online

2009
- Sunday Times Rich List online edition نسخة محفوظة 17 يناير 2006 على موقع واي باك مشين.

2010
- "Sunday Times Rich List 2010: Britain's richest see wealth rise by one third"

2011
- "2011 Sunday Times Rich List" نسخة محفوظة 29 سبتمبر 2017 على موقع واي باك مشين.

2017
- Independent: "Sunday Times Rich List: UK's 10 richest couples revealed"